# Cúrling als Jocs Olímpics d'hivern de 2006
Als Jocs Olímpics d'Hivern de 2006 celebrats a la ciutat de Torí (Itàlia) es disputaren dues proves de cúrling, una en categoria masculina i una altra en categoria femenina.
La competició se celebrà entre els dies 13 i 24 de febrer de 2006 a les instal·lacions del Palagiacchio de la ciutat de Pinerolo. Hi participaren un total de 91 jugadors, entre ells 45 homes i 46 dones, de 13 comitès nacionals diferents.

## Resum de medalles
| Prova           | Or                                                                                | Argent                                                                                          | Bronze                                                                                   |
| Prova masculina | Canadà Brad Gushue · Mark Nichols · Russ Howard · Jamie Korab · Mike Adam         | Finlàndia Markku Uusipaavalniemi · Wille Mäkelä · Kalle Kiiskinen · Teemu Salo · Jani Sullanmaa | Estats Units Pete Fenson · Shawn Rojeski · Joseph Polo · John Shuster · Scott Baird      |
| Prova femenina  | Suècia Anette Norberg · Eva Lund · Cathrine Lindahl · Anna Svärd · Ulrika Bergman | Suïssa Mirjam Ott · Binia Beeli · Valeria Spälty · Michèle Moser · Manuela Kormann              | Canadà Shannon Kleibrink · Amy Nixon · Glenys Bakker · Christine Keshen · Sandra Jenkins |

## Medaller
| Posició | País         | Or | Argent | Bronze | Total |
| 1       | Canadà       | 1  | 0      | 1      | 2     |
| 2       | Suècia       | 1  | 0      | 0      | 1     |
| 3       | Finlàndia    | 0  | 1      | 0      | 1     |
| 3       | Suïssa       | 0  | 1      | 0      | 1     |
| 5       | Estats Units | 0  | 0      | 1      | 1     |
|         |              |    |        |        |       |
| Total   | Total        | 2  | 2      | 2      | 6     |